# Право інтелектуальної власності в Україні
Право інтелектуальної власності в Україні — це право особи на результат інтелектуальної, творчої діяльності або на інший об'єкт права інтелектуальної власності, визначений Цивільним Кодексом.
Основним Законом України передбачено, що "кожен має право володіти, користуватися, розпоряджатися результатами своєї інтелектуальної творчої діяльності.

## Інтелектуальна діяльність
Інтелектуальна діяльність та її об'єкти відрізняються своєю творчістю та художньою виразністю, але це не єдині її вимоги. Важливим є те, що будь-який творчий пошук має відповідати вимогам патентоздатності, умовам надання правової охорони. Саме у цьому проявляється соціально-економічна значимість інтелектуальної діяльності як в Україні, так і загалом.

### Інтелектуальна власність
Це важливий цивільно-правовий інститут, який носить об'єктивне (сукупність правових норм, що регулюють відносини щодо створення, оформлення, використання, охорони результатів інтелектуальної діяльності) та суб'єктивне значення (право творця та його правонаступників на одержані ними результати) і потребує регулювання. Це збірне поняття, що означає сукупність виняткових прав, правомочностей на результати творчої діяльності та засоби індивідуалізації).

## Види інтелектуальної власності
За однією кваліфікацією виділяють:
1. Авторське право.
2. Патентне право.

За сучаснішою кваліфікацією:
1. Авторське право і суміжні права.
2. Патентне право.
3. Право на відкриття.
4. Нетрадиційні форми та види, особливо включаючи «ноу-хау».

### Українське законодавство і об'єкти
Ст. 5 Закону «Про авторське право і суміжні права» об'єктами охорони вважає:
- Літературні, письмові твори
- Виступи, лекції, промови, проповіді
- Музичні твори
- Аудіовізуальні твори
- Твори архітектури
- Фотографії

Суб'єкти інтелектуальної власності
Автори, творці, винахідники, відкривачі, виконавці, спадкоємці, правонаступники.

## Ситуація в Україні
Захист права інтелектуальної власності в Україні останніми роками набуває усе більшої гостроти. Масштаби порушення прав динамічно зростають. Форми порушення можуть бути найрізноманітнішими: у формі активних дій, бездіяльності або комбінована. Аби захистити свої права, необхідно звертатися до основних положень статей 16 та 432 ЦКУ, аби врегулювати та вирішити спір за загальних підстав порушення. Якщо захистити авторське право необхідно в мережі Інтернет, це можливо лише за допомогою спеціальних методів та технологій, зокрема  Вебдепозитарію або антикопії.

## Пропозиції щодо внесення змін в праві інтелектуальної власності
- Надати визначенню дефініції «інтелектуальна власність» ще чіткішого тлумачення, зважаючи на сучасні умови формування правового простору.
- Урегулювати законодавство, що стосується його відповідності міжнародним документам, зокрема Стокгольмській, Паризькій, Бернській Конвенціям.
- Усунути патентно-копірайтну монополію, що уповільнюють культурний розвиток.
- Співпрацювати з ООН, ВОІВ, Pirate Bay.